# Kumba dentoni
Kumba dentoni är en fiskart som beskrevs av Marshall, 1973. Kumba dentoni ingår i släktet Kumba och familjen skolästfiskar. Inga underarter finns listade i Catalogue of Life.